# Comté de Westlock
Le comté de Westlock (anglais : Westlock County) est un district municipal de 7,644 habitants en 2011, situé dans la province d'Alberta, au Canada.

## Communautés et localités
Bourgs
- Westlock

Villages
- Clyde

Villages d'été
- Larkspur

Hameaux
- Busby
- Dapp
- Fawcett
- Jarvie
- Nestow
- Pibroch
- Pickardville
- Tawatinaw
- Vimy

Localités
- Analta
- Anton Lake
- Arvilla
- Deeney
- Eastburg
- Eunice
- Fawn Lake
- French Creek
- Halach
- Halcreek
- Halfway Lake
- Jeffrey
- Linaria
- Pembina Heights
- Regal Park
- Rossington
- Shoal Creek
- Sylvan Glen
- Waugh

## Démographie
| 2001  | 2006  | 2011  | 2016  |
| ----- | ----- | ----- | ----- |
| 6 859 | 6 910 | 7 644 | 7 220 |